# ماساهیکو اومدا
ماساهیکو اومدا (انگلیسی: Masahiko Umeda؛ زادهٔ ۲۳ دسامبر ۱۹۴۷) کشتی‌گیر اهل ژاپن بود.